# Keteleeria fortunei
Keteleeria fortunei ist eine Pflanzenart in der Gattung Keteleeria aus der Familie der Kieferngewächse (Pinaceae).

## Verbreitung
Die Heimat dieser Baumart liegt in Nordvietnam sowie in China in den Provinzen Fujian, Guangdong, Guangxi, Guizhou, Hunan, Jiangxi, Yunnan und Zhejiang. Die Vorkommen liegen auf Höhenlagen zwischen 200 und 1.400 Meter.

## Beschreibung
Keteleeria fortunei ist ein immergrüner Baum, der Wuchshöhen von 25 bis 30 Metern bei Stammdurchmessern bis 1 m erreichen kann. Er bildet eine pyramidale Krone mit waagrecht abstehenden Ästen aus. Die Rinde ist dunkelgrau und senkrecht gefurcht. Die Rinde der jungen Zweige sind orangefarben und behaart; im zweiten bis dritten Jahr werden sie gelbgrau bis gelbbraun. Die Nadeln sind 1,2 bis 3 cm lang und etwa 2 bis 4 mm breit; sie sind oberseits dunkelgrün und auf der Unterseite blassgrün. Die Zapfen sind zylindrisch geformt und stehen aufrecht am Zweig. Die Zapfen sind 6 bis 18 cm lang und 3 bis 5 cm breit; nach dem Öffnen sind sie bis zu 7,5 cm breit. Die Samen sind etwa 2 cm lang, mit einem 3 cm langen Flügel.

## Nutzung
Keteleeria fortunei wird in warmen Lagen als Parkbaum gepflanzt. Das Holz wird als Bauholz und für Möbel verwendet.

## Namensgebung
Keteleeria fortunei ist nach dem schottischen Botaniker Robert Fortune benannt, der den Baum 1844 entdeckte.